# Pante Crung Tanjong
Pante Crung Tanjong is een bestuurslaag in het regentschap Pidie van de provincie Atjeh, Indonesië. Pante Crung Tanjong telt 530 inwoners (volkstelling 2010).